# Heterocerus fenestratus
Heterocerus fenestratus är en skalbaggsart som först beskrevs av Carl Peter Thunberg 1784.  Heterocerus fenestratus ingår i släktet Heterocerus, och familjen strandgrävbaggar. Arten är reproducerande i Sverige.